# Adriano Leite Ribeiro
Adriano Leite Ribeiro (Rio de Janeiro, 17. veljače 1982.) bivši je brazilski nogometaš koji je igrao na poziciji napadača.

## Karijera
Adriano započinje karijeru 1999. godine u juniorskom pogonu Flamenga. Nakon što su uočili njegov talent, samo godinu dana kasnije već igra kao senior u prvoj momčadi. Nedugo nakon odličnih igara za Flamengo i brazilsku U-17 reprezentaciju 2001. godine prelazi u Talijanski nogometni klub Inter. Svjetsku slavu doživljava 14. kolovoza iste godine kada na prvom nastupu za Inter zabija gol protiv madridskog Real na Santiago Bernabéuu. Inter pobjeđuje tu utakmicu s 2:1. 2002. godine odlazi na posudbu u Fiorentinu. U ljeto 2002. potpisuje dvogodišnji ugovor s Parmom. U dvije sezone u Parmi zabija 23 gola u 37 nastupa za klub. 2004. godine vraća se u Inter, za koji potpisuje četverogodišnji ugovor, iste godine s brazilskom reprezentacijom osvaja Copu Américu. Bio je prvi strijelac toga natjecanja i proglašen je za najboljeg igrača. Igrao je za Brazil na SP-u 2006. U travnju 2009., nakon što se nakon reprezentativne utakmice nije vratio u Inter, izjavio je da privremeno prekida karijeru jer je izgubio volju za igranjem nogometa, te da želi ostati u Brazilu.
U sezoni 2009./10. nastupa za brazilski klub Flamengo. U lipnju 2010. godine Adriano potpisuje za A.S. Romu. U siječnju 2016. godine, Adriano je potpisao za američki nogometni klub Miami United, nakon što je dvije godine bio bez klupskog angažmana.

## Osobni život
Završetkom nogometne karijere, pridružio se bandi Crvena komanda, koja se bavi trgovanjem droge. Više puta bio je uhićen zbog sumnje na trgovanje drogom, a preko društvenih mreža objavljivao je slike s kalašnjikovom i drugim oružjem.

## Vanjske poveznice
- Adriano Online - Neslužbena stranica
- Football Database